# Aude Clavier
Pour les articles homonymes, voir Clavier.
Aude Clavier, née le 10 janvier 1999 à Marseille, est une coureuse de steeple française médaillée de bronze aux Championnats d'Europe Espoirs d'athlétisme 2021 et finaliste des Championnats d'Europe d'athlétisme 2024 sur 3 000 mètres steeple.

## Carrière

### 2015 - 2019: Des débuts entre l'école et la piste
Originaire d'Aix-en-Provence, Aude Clavier développe dès jeune un goût prononcé pour le sport et intègre dès la seconde une section ski-études à Barcelonnette. Parallèlement à cela, elle découvre le cross avec l'UNSS ce qui la pousse à rejoindre en 2016, le Gap Hautes-Alpes Athlétisme. C'est sur les conseils de son entraîneur qu'elle s'oriente vers le steeple.
Après avoir obtenu son bac, elle est acceptée à l'INSA Lyon mais face au refus de l'intégrer à une classe sportive avec des horaires aménagés, elle rejoint en septembre 2017 l'Université Jean-Moulin afin d'y commencer une licence de droit, ce qui lui permet de s'entraîner 6 fois par semaine. C'est en 2018, qu'elle rejoint le club de Décines/Meyzieu. Afin de pourvoir passer à 8 entraînements par semaine, elle parvient à obtenir en septembre 2019 un aménagement d'études qui lui permet de passer sa 3e année de licence sur 2 ans.

### 2020: Année de bascule vers le haut niveau
Partie en stage aux États-Unis peu avant le confinement en France, elle prolonge son séjour américain et s'entraîne à Flagstaff en Arizona dans un groupe avec notamment Liv Westphal et Jimmy Gressier. Cette période constitue un déclic qui la convainc de persévérer en tant qu'athlète de haut niveau. À son retour en France, elle déménage à Paris pour s'entraîner à l'INSEP. C'est à ce moment-là qu'elle rencontre son entraîneur Adrien Taouji.

### 2021 - 2023: L'émergence sur la scène internationale
Toujours déterminée à poursuivre ses études, Aude Clavier postule au Master droit des affaires de l'université Panthéon-Sorbonne. En 2021, elle rejoint le CA Montreuil 93. Le double projet, couplé à une pubalgie qui nécessitera une intervention chirurgicale, s'avère difficile à mener. Elle pourra néanmoins compter sur le soutien de Gévrise Emane pour valider son année en janvier 2023.
Grâce à ses bons résultats, Aude Clavier est sélectionnée en équipe de France pour les Championnats d'Europe d'athlétisme U23 2021. Elle remporte sa première médaille internationale individuelle en décrochant le bronze au 3000 mètres steeple (9 min 58 s 58).
Elle représente également la France aux Championnats d'Europe de cross-country 2021 à Dublin, où elle termine 13e au classement général de la course U23 contribuant ainsi à la médaille d'argent de son équipe (avec Manon Trapp et Margaux Sieracki). Après un court passage au Racing Multi-Athlon en 2022, elle rejoint l'Amiens Université Club Athlétisme, club dans lequel elle évolue actuellement.
Elle obtient son premier podium national senior aux Championnats de France d'athlétisme en salle 2023, terminant deuxième du 3000 mètres derrière Alice Finot (9 min 13 s 51). Un mois plus tard, elle termine 3e du cross court aux Championnats de France de cross-country 2023, bien qu'elle devient vice-championne de France puisque la gagnante Elise Vanderelst concourait en tant que ressortissante étrangère belge.

### 2024: Premiers Championnats d'Europe et non qualification aux Jeux Olympiques
Le 17 mars, Aude Clavier bat lors des 5km de Lille son record personnel et devient la 8e performeuse française de l'Histoire sur la distance en 15'50 min.
Lors de la saison 2024, Aude Clavier participe pour la première fois à des étapes de la Ligue de Diamant : le 20 avril, elle termine 10e du 3000m steeple (9'32''75 min) lors du Xiamen Diamond League, ce qui constitue son record personnel et lui permet d'obtenir les minimas pour les Championnats d'Europe d'athlétisme 2024. Une semaine après, le 27 avril, elle se classe 14e du Diamond League Shanghai sur la même distance (9'38''53 min), échouant à réaliser les minimas olympiques fixés à 9'23''00 min.
Lors des Championnats de France Elite 2024, le 28 juin, Aude Clavier devient vice-championne de France sur 5000m en 15'57''31, seulement devancée par Sarah Madeleine.
Fort de ses bons résultats de la saison 2024, Aude Clavier connaît ainsi sa première sélection en équipe de France A sur 3000m steeple à l'âge de 25 ans. Lors de sa série aux Championnats d'Europe, le 7 juin, elle termine 5e (9'34''54 min) et se qualifie pour la finale. Lors de cette dernière, le 9 juin elle se fait distancer et termine 15e en 9'46''70 minutes, en deçà de sa meilleure performance de la saison.
Depuis la rentrée 2024, Aude Clavier est élue co-présidente de la Commission des Athlètes de Haut Niveau de la Fédération Française d'Athlétisme.

## Vie personnelle
Depuis 2019, elle a pour compagnon le recordman d'Europe du 5km route Jimmy Gressier,.

## Records personnels
| Epreuve       | Performance    | Compétition                              | Lieu      | Date            |
| ------------- | -------------- | ---------------------------------------- | --------- | --------------- |
| 1500m         | 4 min 16 s 65  | Elite Indoor Track meeting               | Miramas   | 3 Février 2023  |
| 3000m (salle) | 9 min 07 s 92  | Meeting National Indoor                  | Lyon      | 28 Janvier 2023 |
| 3000m steeple | 9 min 32 s 75  | Xiamen Diamond League                    | Xiamen    | 20 Avril 2024   |
| 5000m         | 15 min 49 s 32 | Fast 5000                                | Montesson | 10 Juin 2023    |
| 5km (route)   | 15 min 51 s    | 5km Route de Lille                       | Lille     | 17 Mars 2024    |
| 10000m        | 34 min 28 s 32 | Meeting de sélection à la Coupe d'Europe | Pacé      | 24 Avril 2021   |
| 10km (route)  | 32 min 58 s    | 10km Facsa Castellone                    | Castellón | 25 Février 2024 |

## Palmarès
| Date | Compétition                             | Lieu             | Epreuve       | Résultat | Marque         |
| ---- | --------------------------------------- | ---------------- | ------------- | -------- | -------------- |
| 2018 | Championnats de France Juniors          | Bondoufle        | 2000m steeple | 3e       | 6 min 47 s 62  |
| 2019 | Championnats de France Espoirs          | Châteauroux      | 3000m steeple | 3e       | 10 min 28 s 70 |
| 2021 | Championnats d'Europe Espoirs           | Tallinn          | 3000m steeple | 3e       | 9 min 58 s 58  |
| 2021 | Championnats d'Europe de Cross-Country  | Dublin           | Cross Espoirs | 13e      | 21 min 29 s    |
| 2023 | Championnats de France Elite en salle   | Aubière          | 3000m         | 2e       | 9 min 13 s 51  |
| 2023 | Championnats de France de Cross-Country | Carhaix-Plouguer | Cross court   | 2e       | 17 min 02 s    |
| 2024 | Championnats de France Elite            | Angers           | 5000m         | 2e       | 15 min 57 s 31 |
| 2024 | Championnats d'Europe d'athlétisme      | Rome             | 3000m steeple | 15e      | 9 min 46 s 70  |